# Stožer
Stožer (cyr. Стожер) – wieś w Czarnogórze, w gminie Bijelo Polje. W 2011 roku liczyła 150 mieszkańców.